# Oostzeelepel
Een Oostzeelepel is een zilveren lepel die van het einde van de 18de eeuw tot de tweede helft van de 19de eeuw door cargadoors of bevrachters gegeven werd als kaplaken aan een kapitein die een vracht graan kwam afhalen in een haven aan de Oostzee. Ze worden ook wel cargadoorslepels genoemd.
De lepels zijn 21 à 27 cm lang en hebben een spatelheft. De oudste lepels waren simpel van vorm en vaak stond het meesterteken aan de voorkant. Latere lepels werden meer bewerkt, zodat de meestertekens op de achterkant werden gezet. Ook werd op de latere lepels aan de voorkant de naam van de schipper of reder gegraveerd of gestempeld. Op de achterkant staat soms de naam van de cargadoor.

## Musea
Vooral schepen uit de Nederlandse provincies Friesland en Groningen voeren op de Oostzee. In het midden van de 19de eeuw kwamen ongeveer de helft van de vrachtschepen in de Oostzee uit Groningen. Het Noordelijk Scheepvaartmuseum in Groningen, het Veenkoloniaal Museum te Veendam, het Kapiteinshuis Pekela te Nieuwe Pekela en het Fries Scheepvaart Museum hebben een groot aantal Oostzeelepels in haar collectie, maar ook het Scheepvaartmuseum in Amsterdam.
Er bestaan verschillende theorieën waarom de Oostzeelepel door de scheepsbevrachters aan de kapiteins werden geschonken, maar het zijn zeker geen geboortelepels, en ze werden zeker niet gebruikt om de kapitein om te kopen. Meer logisch is, dat het een relatiegeschenk is. De naam van de cargadoor en die van de kapitein zijn vaak beiden ingegraveerd. Soms is deze later toegevoegd. 
In mei 2014 kreeg het Noordelijk Scheepvaartmuseum in Groningen een collectie Oostzeelepels
geschonken door de heer Flonk op Terschelling. Het gaat om 65 lepels uit de jaren 1750
tot 1873.  De bevrachters die op de lepels worden genoemd komen uit Riga, Danzig, Memel, Koningsbergen, Stettin, Elbing, Sint-Petersburg, Narva, Pillau, Libau, Pernau en Reval. Het museumbezit nu 96 Oostzeelepels en een zeldzame Oostzeevork.

## Voorkomende namen
| Jaar | Cargadoor            | Maker                         | Stad                 | Info                             |
| ---- | -------------------- | ----------------------------- | -------------------- | -------------------------------- |
| 17xx |                      | Ephraim Wischke (†1799)       |                      |                                  |
| 18xx | R. Kleyenstuber & Co |                               |                      |                                  |
| 1839 | M. Holste            | Mr Wieseman                   | Riga                 |                                  |
| 1842 | G.F. Focking         |                               | Danzig               | met schip                        |
| 1843 |                      | Gustav Moeller Schiffsmackler | Koeningsberg         | puntig model                     |
| 1844 | P. Collas & Co.      |                               | Danzig               |                                  |
| 1848 |                      | Sigermund Reheveld            |                      |                                  |
| 1849 |                      | Christoph Barthold Knuth      | Riga                 | bloemen                          |
| 1850 |                      | Mr Lorentz                    |                      | letters                          |
| 1853 |                      | F.G. Schmahl                  | Libau                | bladmotief                       |
|      | W.S. & Comp.         | M C B                         |                      | voorkant heeft een bewerkte rand |
| 1853 |                      | Mr Herman Clemenz             | Estland              | schelpmotief                     |
| 1856 | G.W. Schröder & Co.  | Weitz                         | Riga                 | plantmotieven                    |
| 1858 |                      | Th. Aspen                     | Stavanger, Noorwegen | Biedermeier-graveringen          |
| 1861 |                      | Bodewadt                      | Denemarken           |                                  |

Er zijn enkele lepels geveild in 2012; de waarde schommelde tussen de 100 en 150 euro.